# Kathy Pitcher
Kathy Pitcher (...) è un'ex sciatrice alpina statunitense paralimpica, che ha rappresentato gli Stati Uniti nello sci alpino paralimpico ai Giochi paralimpici invernali del 1988 a Innsbruck, vincitrice di una medaglia d'argento.

## Carriera
Pitcher ha rappresentato gli Stati Uniti nello sci alpino alle Paralimpiadi invernali del 1988 a Innsbruck, in Austria. Competizione che l'ha vista vincitrice della medaglia d'argento allo slalom gigante femminile LW6/8. Con un tempo di 2:00.57 è arrivata al 2º posto, dietro all'austriaca Martina Altenberger, oro in 1:45.59 e davanti alla polacca Eszbieta Dadok, bronzo in 2:06.05.
A Innsbruck 1088 Pitcher ha gareggiato anche nella discesa libera (arrivando quarta, dietro a Martina Altenberger, Nancy Gustafson e Gunilla Ahren) e nello slalom speciale, dove non ha raggiunto un risultato notevole.

## Palmarès

### Paralimpiadi
- 1 medaglie:
  - 1 argento (slalom gigante LW6/8 a Innsbruck 1988)